# Arius Filet
Arius Filet (né le 17 décembre 1977 à Gonesse) est un athlète français, spécialiste du triple saut.

## Biographie
Il remporte le titre de champion de France du triple saut en 2002 à Saint-Étienne, avec la marque de 16,66 m.
Son record personnel, établi le 23 juillet 2001 à Ottawa, est de 17,15 m.
Plus tard[Quand ?], il devient entraineur au collège des Caillols (Marseille). L'équipe fera première au championnat régional avec maxime M enzo M enzo P[pas clair].   

### Palmarès
- Championnats de France d'athlétisme :
  - vainqueur du triple saut en 2002

### Records
| Épreuve             | Performance | Lieu   | Date            |
| ------------------- | ----------- | ------ | --------------- |
| Triple saut         | 17,15 m     | Ottawa | 23 juillet 2001 |
| Triple saut (salle) | 16,60 m     | Liévin | 23 février 2003 |